# Watauga (Teksas)
Watauga – miasto w Stanach Zjednoczonych, w stanie Teksas, w hrabstwie Tarrant.

## Demografia
Według przeprowadzonego przez United States Census Bureau spisu powszechnego w 2010 roku miasto liczyło 23 497 mieszkańców. Natomiast skład etniczny w mieście wyglądał następująco: Biali 79,3%, Afroamerykanie 5,9%, Azjaci 5,1%, pozostali 9,7%.